# 프록시 모바일 IPv6
Proxy Mobile IP(PMIP 또는 Proxy Mobile IPv6)는 IETF에서 정의한 네트워크 프로토콜이다. Proxy Mobile IP는 Mobile IP와 유사하게 동작하지만 단말에 이동성에 대한 어떠한 처리도 요구하지 않는다는 차이점이 있다. Proxy Mobile IP와 같이 단말의 이동과 관련하여 단말에게 어떠한 특별한 동작을 요구하지 않는 기법을 통칭하여 망 기반 이동성 관리(network-based mobility management)라고 한다. Proxy Mobile IP를 사용할 경우, 단말의 TCP/IP 프로토콜 스택에는 어떠한 수정도 가해지지 않으며 단말은 자신의 IP 주소를 바꾸지 않고 접속 위치를 바꿀 수 있다.

## 동작 원리
Proxy Mobile IP는 두 네트워크 구성요소 - LMA(Local Mobility Anchor), MAG(Mobile Access Gateway) 사이에서 동작하는 프로토콜이다. MAG는 단말이 접속한 링크에 연결된 라우터에서 동작하면서 단말의 이동과 관련한 처리를 담당한다. LMA는 Proxy Mobile IP 도메인 내에서 단말에 대한 홈 에이전트(Home agent)로 동작한다.
Proxy Mobile IP는 다음과 같은 순서로 동작한다.
- 단말이 Proxy Mobile IP 도메인으로 진입한다.
- MAG는 단말에 대한 권한부여(authorization)을 수행한다.
- 단말은 자신의 IP 주소를 획득한다.
- MAG는 단말의 위치를 LMA에 알린다.
- MAG와 LMA는 양방향 터널을 개설한다.

## 같이 보기
- Mobile IP
- Mobile IPv6